# لاله مصری
لاله مصری (نام علمی: Tulipa cypria) نام یک گونه از سرده لاله است.